# Візантійська ліра
Візантійська ліра або ліра (грец. λύρα) — середньовічний смичковий струнний музичний інструмент, який використовувався у Візантійській (Східній Римській) імперії. У найбільш поширеному варіанті ліра була грушоподібним інструментом з трьома-п'ятьма струнами, який музикант тримав вертикально і грав, притискаючи струни нігтями.
Тісно пов'язана із середньовічним ребеком і, як і ребек, є попередником європейських скрипкових інструментів. Ліра збереглася практично незмінною в кількох балканських народних інструментах, серед яких болгарська гадулка, понтійська ліра, політікі ліра, егейська ліра та балкано-слов'янські гусла. Налаштування та діапазон ліри варіюються.

## Термінологія
З органологічної точки зору візантійська ліра насправді є інструментом сімейства смичкових лютень. Однак назва, ліра (грец. λύρα ~ lūrā), є термінологічним пережитком. Використання терміна «ліра» для позначення смичкового інструменту вперше було зафіксовано в 9 столітті, ймовірно, як перенесення назви з античної ліри на новий інструмент. Візантійську ліру іноді неофіційно називають середньовічною скрипкою, фіделем, грушоподібним ребеком, або кеменче, тобто термінами, які сьогодні можуть використовуватися для позначення загальної категорії подібних струнних інструментів, на яких грають за допомогою смичка з кінського волоса.

## Історія
Найімовірніше походження візантійської ліри від грушевидної пандори, але доповненої смиком.
Перша письмова згадка про інструмент зустрічається у перського географа IX століття Ібн Хордадбега (пом. 911 р.); у своєму обговоренні інструментів він назвав ліру типовим інструментом візантійців поряд з ургуном (орган), шиляни (ймовірно, різновид арфи) та саланджем (ймовірно, волинка).
Перше відоме зображення інструмента знайдено на візантійській скриньці зі слонової кістки (900—1100 рр. н. е.), що зберігається у Барджелло у Флоренції..
Ліра отримала широке поширення вздовж візантійських торгових шляхів, зв'язуючих три континенти. В XI і XII століттях європейські письменники використовували терміни «фідель» і «ліра» як синоніми смичкових інструментів. Одночасно з цим у Західну Європу був завезений ребаб, смичковий інструмент арабського світу. Ці всі інструменти широко розповсюдилися по Європі, породивши різні європейські смичкові інструменти, такі як середньовічний ребек, скандинавська тальхарпа тощо. Яскравим прикладом є італійська ліра да браччо, смичковий струнний інструмент XV століття, який багато хто вважає попередником сучасної скрипки.

## Характеристики
Візантійська ліра мала кілочки позаду, аналогічно середньовічній скрипці та на відміну від ребаба та ребека. Однак, музиканти притискали струни нігтями збоку, а не давили зверху плоттю пальця, як на скрипці. Ліра, зображена на візантійській скриньці зі слонової кістки в Національному музеї у Флоренції (900—1100 рр. н. е.), має грушоподібну форму корпуса, що переходить у довгу вузьку шийку. Є лише дві струни, а смичок дуже довгий і вузький (хоча це може бути просто тому, що художник намагається показати, що смичок перпендикулярний до поверхні струн). Ніяких звукових отворів на деці не показано. Дека видається окремою, прикріпленою частиною (можливо, шкіряним покриттям, як це зроблено в ребабах).

## В наші дні
Ліра Візантійської імперії збереглася у багатьох поствізантійських регіонах донині, навіть близько до своєї архетипічної форми. Приклади:
- Політікі ліра (грец. πολίτικη λύρα; буквально — ліра міста, в значенні Константинополя), також відома як класична кеменче або армуді кеменче (тур. Klasik kemençe, Armudî kemençe), що використовується в сьогоднішній Туреччині та Греції.
- Критська ліра (грец. κρητική λύρα), поширена на Криті та Егейського архіпелагу в Греції.
- Гадулка (болг. Гъдулка) — в Болгарії.
- Гусле (сербохорв. і словен. gusle) — у Сербії та Чорногорії.
- Калабрійська ліра (італ. lira Calabrese) — в Італії.
- Понтійська ліра (грец. ποντιακη λυρα), або чорноморська кеменче (тур. Karadeniz kemençesi) поширена у понтійських грецьких громадах, які існували (або все ще існують) на берегах Чорного моря.
- Кемане (мак. Ќемане) — в македонців.
- Ліриця[8] (хорв. lirica, lijerica, зменш. від «ліра») — в Далмації.

Руський гудок також є різновидом візантійської ліри.

## Галерея

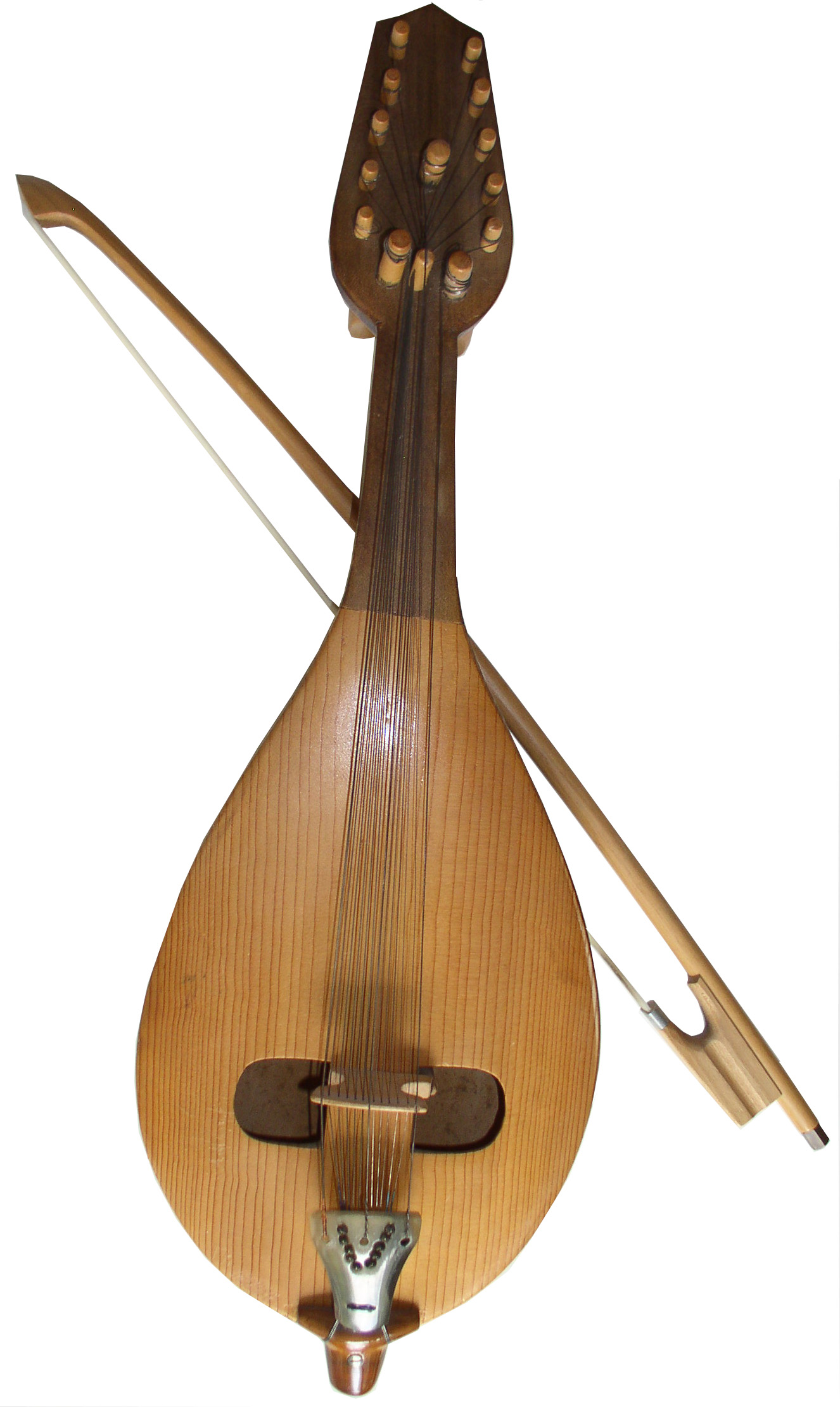
Болгарська гадулка
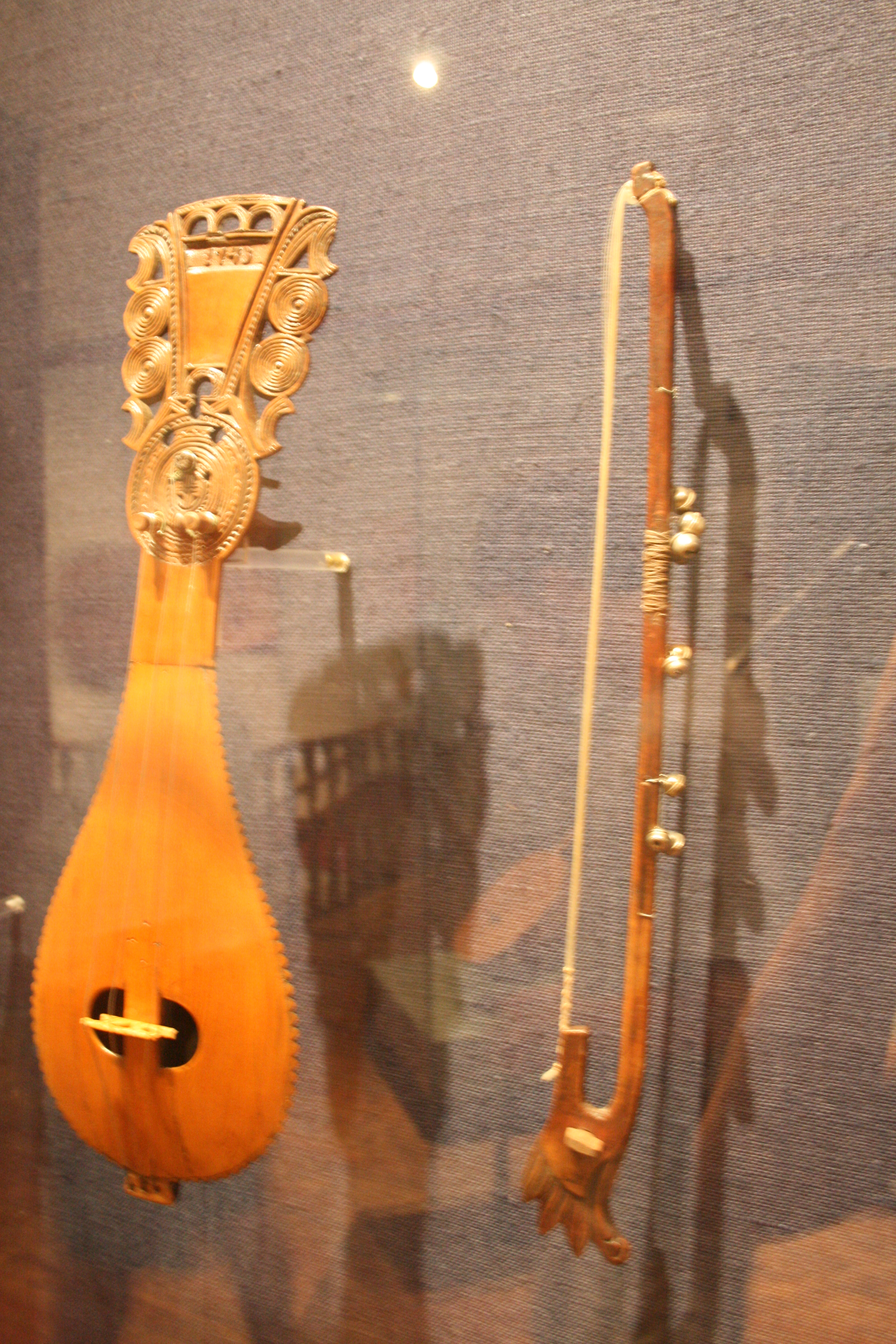
Критська ліра
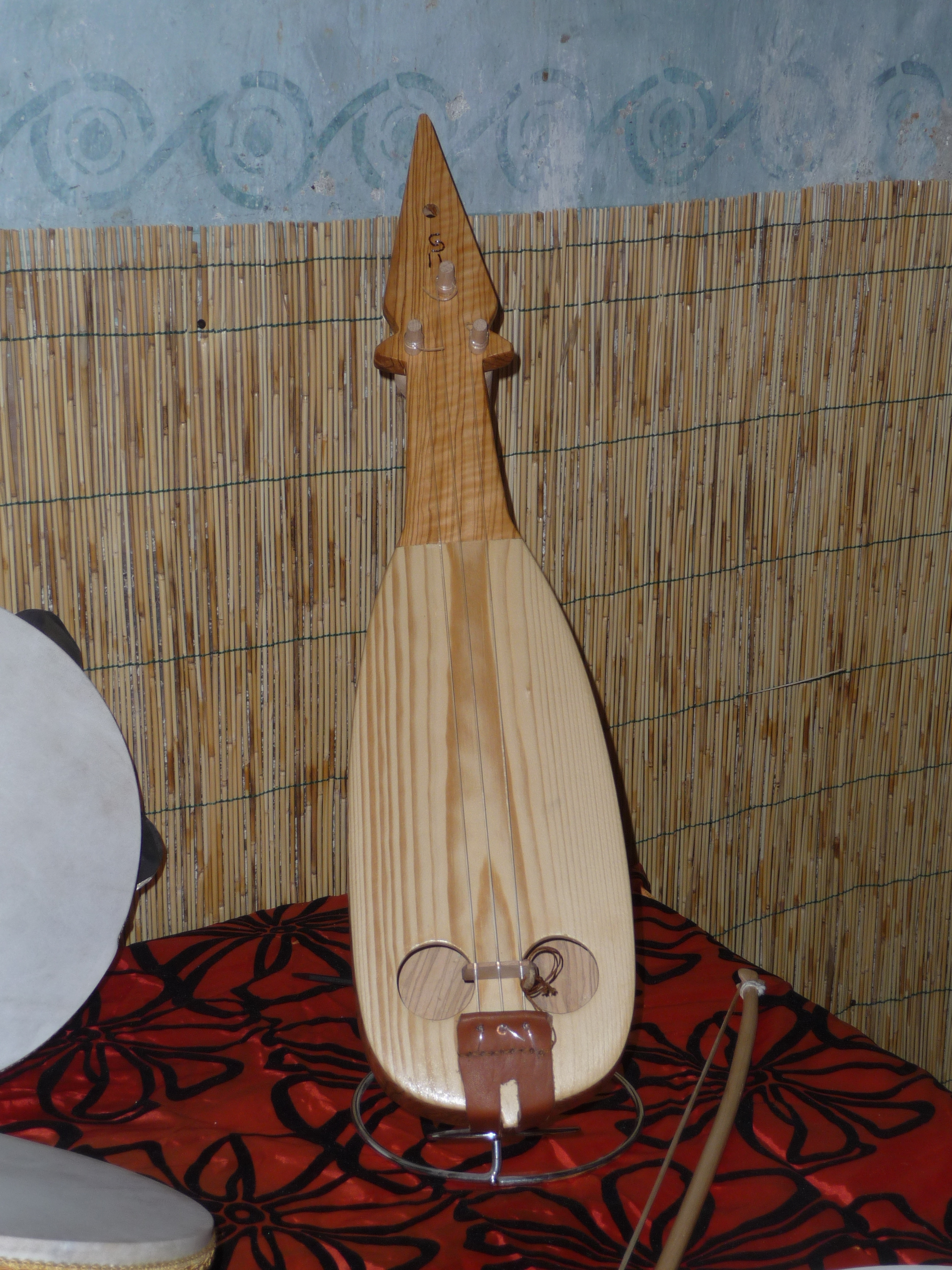
Калабрійска ліра
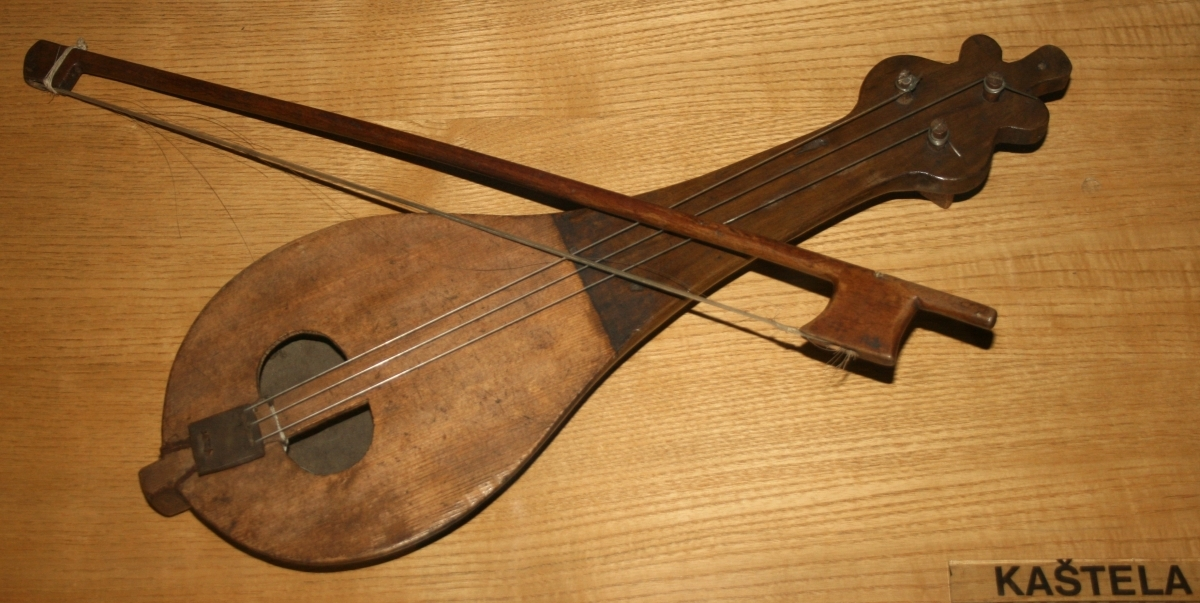
Ліриця з Далмації
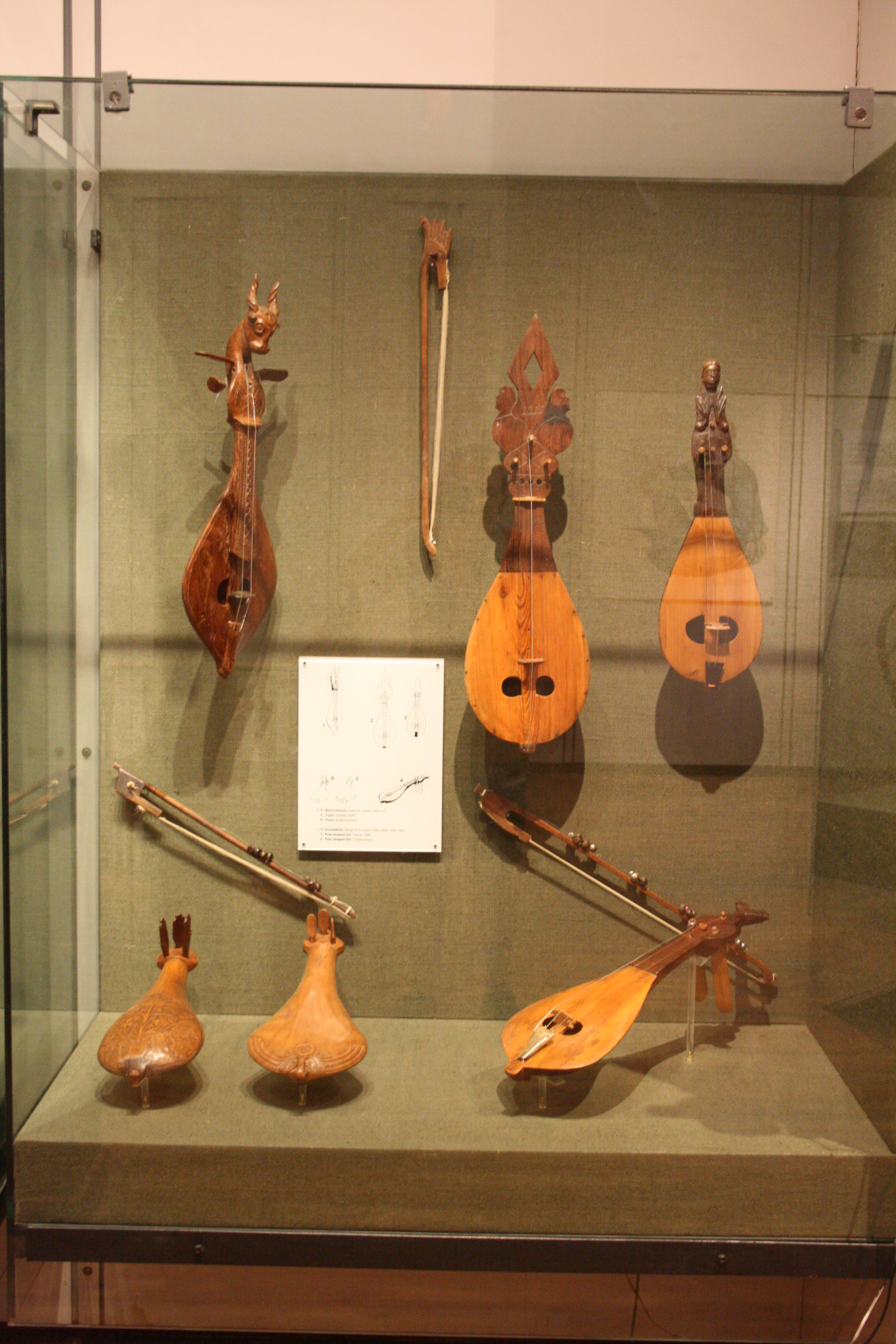
Різні види критської ліри у Музеї грецьких народних інструментів в Атенах